# Presentazione al Tempio

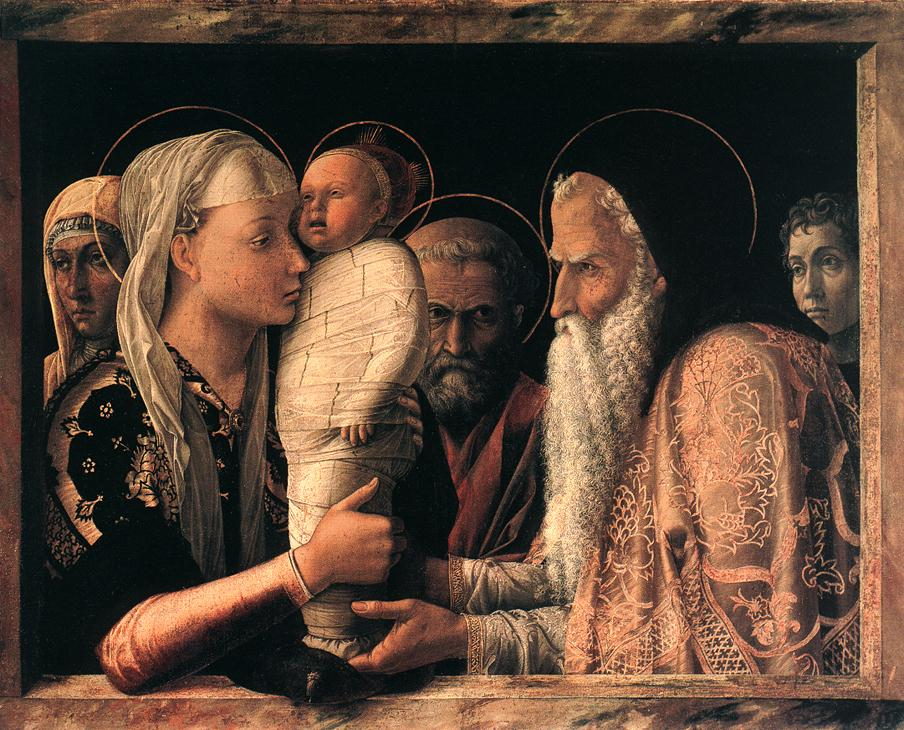
La Presentazione al tempio secondo Andrea Mantegna

La Presentazione al Tempio o Purificazione della Beata Vergine Maria è un episodio dell'infanzia di Gesù riferito dal Vangelo secondo Luca (2,22-39).

## Racconto del Vangelo
Mentre il Vangelo secondo Matteo non fa alcun cenno all'episodio, il Vangelo di Luca narra che Maria e Giuseppe portarono il Bambino al Tempio di Gerusalemme quaranta giorni dopo la sua nascita, per «offrirlo» a Dio. Questa cerimonia era prescritta per tutti i figli maschi primogeniti in ossequio al comando dell'Esodo (13,2.11-16), e consiste ancor oggi per gli ebrei nel riscatto del bambino tramite un'offerta (Pidyon HaBen). Simultaneamente, la puerpera compiva l'offerta prescritta dal Levitico per la sua purificazione (12,6-8). Durante la visita, incontrarono Simeone, cui era stato predetto che non sarebbe morto prima di vedere il Messia. Simeone lodò il Signore con le parole che ora sono note come Nunc dimittis o Cantico di Simeone, con le quali annuncia che il Bambino sarebbe stato luce per le nazioni e gloria di Israele, ma anche segno di contraddizione. Subito dopo, Simeone profetizzò la sofferenza di Maria.
Il Vangelo riferisce anche le profezie messianiche della profetessa Anna, un'ottantaquattrenne vedova che si trovava nel Tempio e che identificò anch'essa pubblicamente il bambino come messia. Dopo la cerimonia, la famiglia rientrò a Nazaret. Con la presentazione al Tempio si chiudono i racconti dell'infanzia di Gesù nel Vangelo secondo Luca.

### Significato teologico
Per Luca, la prima introduzione di Gesù al Tempio ha un preciso significato teologico. Per la purificazione della puerpera l'offerta del primogenito, infatti, non era necessario andare al Tempio di Gerusalemme: questi atti potevano essere effettuati in tutto il Paese presso un sacerdote qualsiasi. La legge mosaica prescriveva il rito di purificazione della madre (Levitico 12) e la consacrazione a Dio del primogenito mediante riscatto (Esodo 13,2.12-15). Il riscatto veniva soddisfatto offrendo 5 sicli durante il mese successivo alla nascita (Numeri 18,15-16), senza bisogno di portare il bambino al tempio. Tuttavia, la famiglia di Gesù è povere e si limita all'offerta tipica dei poveri: due tortore o due colombi.
Secondo la genealogia, Gesù era il re di Israele, discendente in linea diretta da Davide  e appartenente alla tribù di Giuda. Il re d'Israele era scelto direttamente da Dio e tenuto all'osservanza della legge mosaica (Deut 17).
La venuta del Messia nel tempio è profetizzata da Malachia 3,1-4: "... e subito entrerà nel suo tempio il Signore che voi cercate..." (I lettura).
L'incontro con Simeone e Anna mostra attua la profezia di Malachia. La gioia dei due ebrei pii descrive il compimento della speranza del popolo di Israele. Simeone capisce che Gesù è il Messia atteso, ma è venuto per tutti i popoli, non solo per Israele; sarà però un segno di contraddizione, dividendo Israele tra chi crederà in lui e chi no. Luca non dice che Gesù è stato riscattato con il pagamento dell'offerta: ciò significa che è stato consacrato interamente a Dio Padre fin da bambino. L'offerta sacrificale di Cristo a Dio Padre anticipa quella che Gesù farà di se stesso con la Passione e morte di croce.
Per la Chiesa cattolica Maria fu soggetto del dogma dell'Immacolata Concezione e, in seguito, non fu mai macchiata da altro peccato proprio né veniale né mortale, per tutta la sua esistenza terrena. Pertanto, ella non avrebbe avuto bisogno di essere purificata, ma si sottopone ugualmente in segno di umiltà al rito per dimostrare la sua obbedienza ai precetti religiosi ebraici. La Chiesa ha sempre identificato la "spada" menzionata da Simeone come figura del dolore che Maria avrebbe sofferto durante la Passione del Figlio.
Il ricordo della presentazione al Tempio di Gesù è all'origine della tradizione cristiana di presentare i neonati al Signore, chiedendo che egli li benedica sin dalla più tenera età. Per le chiese in cui viene praticato il battesimo dei neonati ciò avviene in occasione della cerimonia del battesimo. Nelle confessioni cristiane che battezzano solo adulti viene talvolta praticata comunque una presentazione sacramentale dei neonati.
Luca 2,49 ("Perché mi cercavate? Non sapete che io devo occuparmi delle cose del Padre mio?") è il primo passo del Vangelo secondo Luca in cui il dodicenne Gesù rivela la sua divinità, affermando di essere figlio di Dio e di avere un Padre celeste oltre a san Giuseppe. Lo stesso riferimento alla filiazione divina si ritrova alla fine del vangelo nelle parole che egli pronuncia sulla croce sul punto di morire ("padre, nelle tue mani consegno il mio spirito", Luca 23,46). Significativamente, i riferimenti alla divinità di Cristo apre e chiude le narrazioni di Gesù nel Vangelo secondo Luca.
Simeone afferma di aver visto la "salvezza" che Dio "ha preparato", come una tavola imbandita, "davanti a tutti i popoli": per la prima volta, mentre afferma la divinità di Gesù, Luca la collega al fatto che egli è il Signore di tutti e il Salvatore dell'intero genere umano. 
Simeone dice che Gesù è "luce per rivelarti alle genti" (Lc 2,32; cfr, anche Gesù in Giovanni 8,12) e ciò è all'origine della liturgia della Chiesa cattolica che prevede di portare delle candele accese in processione all'inizio della Messa di tale festività.

## Festa liturgica
La Presentazione al Tempio di Gesù era una festa celebrata fin dal IV secolo dalla Chiesa orientale il 2 febbraio. Nel VII secolo, anche la Chiesa cattolica di rito romano adottò il 2 febbraio come festa liturgica della Presentazione al Tempio, che prese poi il nome di Candelora.

## Opere d'arte
- Presentazione al Tempio (Ambrogio Lorenzetti) (1342)
- Presentazione al Tempio (Gentile da Fabriano) (1423)
- Presentazione al Tempio (Angelico) (1440-1441 circa)
- Presentazione al Tempio (Mantegna) (1455 circa)
- Presentazione al Tempio (Giovanni Bellini) (1460 circa)
- Presentazione al Tempio (Lorenzo Lotto) (1552 - 1556 circa)